# Cabrerets
Cabrerets là một xã thuộc tỉnh Lot trong vùng Occitanie phía tây nam nước Pháp. Xã này nằm ở khu vực có độ cao trung bình 120 mét trên mực nước biển.
Thị trấn nằm ở nơi hợp lưu của các sông Sagne và Célé, tại chân rặng núi Rochecourbe.